# モルガン・クネスキ
モルガン・クネスキ（Morgan Kneisky、1987年8月31日 - ）は、フランス、ブザンソン出身の自転車競技選手。

## 経歴
ロードレースとトラックレースの兼用選手。
2008年
- ツール・ド・モズル総合優勝。

2009年
- トラックレース世界選手権
  -  スクラッチ優勝。

2010年
- トラックレース世界選手権
  - マディソン 2位。
- UCIトラックワールドカップ2010-2011
  - カリ － スクラッチ 優勝

2011年
- トラックレース世界選手権
  - スクラッチ 3位
  - ポイントレース 3位
- グルノーブル6日間レース 優勝（+ イルヨ・カイセ）

2013年
- トラックレース世界選手権
  -  マディソン優勝（+ ヴィヴィアン・ブリス）